# Pholcus ornatus
Pholcus ornatus là một loài nhện trong họ Pholcidae. Loài này có ở quần đảo Canaria.